# Hydrocotyle elongata
Hydrocotyle elongata är en växtart i släktet Hydrocotyle och familjen araliaväxter.
Arten är en perenn ört som förekommer i Nya Zeeland. Den beskrevs av Allan Cunningham och Joseph Dalton Hooker 1852.